# Michael Gregoritsch
Michael Gregoritsch, född 18 april 1994 i Graz, är en österrikisk fotbollsspelare som spelar för SC Freiburg. Han representerar även det österrikiska landslaget.